# Ширинов, Нариман Микаил оглы
Нариман Микаил оглы Ширинов (азерб. Şirinov Nəriman Mikayıl oğlu; 7 ноября 1929, Караханлы, Товузский район — 26 июля 2006) — советский и азербайджанский учёный в области ветеринарии. Член-корреспондент ВАСХНИЛ (1991).

## Биография
Родился 07 ноября 1929 года в селе Караханлы Товузского района Азербайджанской ССР.
Окончил Московскую ветеринарную академию (1954). Некоторое время работал старшим ветеринарным врачом Белоканской МТС.
С 1955 по 2003 год в — лаборант, младший научный сотрудник, заведующий проблемной лабораторией. Азербайджанского научно-исследовательского ветеринарного института. 
Сфера научных интересов — гельминофауна и гельминтозы домашних водоплавающих птиц, эффективность использования пиперазинсульфата при гангулетеракидозе гусей и уток; изучение действия препаратов нефтяного происхождения в качестве акарицидных, гельминтоцидных, дезинфекционных средств и стимуляторов роста животных и птиц.
Доктор ветеринарных наук (1970), профессор (1974), член-корреспондент ВАСХНИЛ (1991). Член-корреспондент Национальной академии наук Азербайджана.
Опубликовал около 200 научных трудов, в том числе 3 книги и 2 монографии. Получил 6 авторских свидетельств на изобретения.

## Достижения
Выявил 46 видов гельминтов, паразитирующих на домашних водоплавающих птицах, 10 из которых были ранее неизвестны.
Испытав почти 1000 средств, выявил эффективные акарицидные, гельминтоцидные и дезинфицирующие препараты. Разработал и внедрил в животноводческих хозяйствах Азербайджана мероприятия против эхинококкоза и ценуроза овец, аскаридиоза кур и иксодовых клещей-переносчиков возбудителей пироплазмидозов крупного рогатого скота.

## Научные работы
- «Препараты нефтяного происхождения в ветеринарии» М.: Колос, 1970. — 176 с.

## Награды
- Лауреат Государственной премии Республики Азербайджан
- Орден «Знак Почёта»
- Медали